# مزيات (قبيلة)
مزيات أو مزياتة هي قبيلة أمازيغية من أوربة، ومن قبائل جبالة التابعة لجهة فاس مكناس، وتقع في أراضي مدينة تاونات، تحدها شرقا قبيلة رغيوة، وجنوبا قبيلة أولاد عمران، وغربا قبيلة مزراوة، وشمالا قبيلة مثيوة.

## أصل القبيلة
يرجع أصل قبيلة مزيات إلى أمازيغ أوربة حسب ابن خلدون، حيث قال في كتابه العبر وديوان المبتدأ والخبر في فصل الخبر عن أوربة من بطون البرانس وما كان لهم من الردّة والثورة وما صار لهم من الدعاء لإدريس الأكبر:
«وكان التقدّم لعهد الفتح لأوربة هؤلاء بما كانوا أكثر عددا وأشدّ بأسا وقوة، وهم من ولد أورب بن برنس، وهم بطون كثيرة، فمنهم بجاية ونفاسة ونعجة وزهكوجة ومزياتة ورغيوتة وديقوسة».
ويقول عبد الوهاب بنمنصور عن موطن مزياتة:
«مزياتة: تعرف اليوم بمزيات فقط، مواطنها قرب وادي ورغة شمال إقليم فاس».

## بطون القبيلة
ومن بطون القبيلة:
الدمنة: ويستقرون بالاراضي الجنوبية للقبيلة وتعد مدينة تاونات قاعدتهم ودواويرهم هي:
- الدمنة
- حجر دريان
- الخمالشة
- القلعة
- العدوة
- العزيفات
- العسريين
- أولاد سعيد

حجر المعبد: ويستقرون بالقسم الشمالي من القبيلة ودواويرهم هي:
- اسطار
- ادشاير
- العشايش
- السقيفة
- امعلا
- الموطع
- سمارة
- الدويرة
- حجر مطحن
- الوسطيين
- الريحانة
- الهويتة
- سيدي عامر بلحسن
- دار الكدية
- الشهوب
- بوشعلة
- البصيلة
- العبديين
- ابياض

## التاريخ
كانت مزياتة من قبائل أوربة الأمازيغية الأوفر عددا و الأكثر قوة في المغرب أيام الفتح الإسلامي.

## أعلام ملحوظة
- أبو زيد عبد الرحمن بن هبة الله المزياتي[7]
- إبراهيم الگلالي[8]
- عبد الرحمان بن أبي إبراهيم بن عبد الرحيم بن جعفر المزياتي[9]
- أبا القاسم المزياتي[10]
- عبد السلام المساوي[11]
- أحمد مفدي[11]
- عبد الرحمن المزياتي[11]